# Platte Center (Nebraska)
Platte Center je selo u američkoj saveznoj državi Nebraska. Prema popisu stanovništva iz 2010. u njemu je živjelo 336 stanovnika.